# Capuronianthus vohemarensis
Capuronianthus vohemarensis är en tvåhjärtbladig växtart som beskrevs av J.F. Leroy. Capuronianthus vohemarensis ingår i släktet Capuronianthus och familjen Meliaceae. Inga underarter finns listade i Catalogue of Life.